# Mouviélo
Mouviélo är en ort i Burkina Faso. Den ligger i regionen Sud-Ouest, i den sydvästra delen av landet, 250 km sydväst om huvudstaden Ouagadougou. Mouviélo ligger 276 meter över havet och antalet invånare är 1 353.
Terrängen runt Mouviélo är platt. Runt Mouviélo är det ganska glesbefolkat, med 31 invånare per kvadratkilometer.. Mouviélo är det största samhället i trakten.
Omgivningarna runt Mouviélo är en mosaik av jordbruksmark och naturlig växtlighet.